# Trijebine
Trijebine (en serbe cyrillique : Тријебине) est un village de Serbie situé dans la municipalité de Sjenica, district de Zlatibor. Au recensement de 2011, il comptait 376 habitants.
Trijebine est également connu sous le nom de Trijebina.

## Démographie

### Évolution historique de la population
| 1948  | 1953  | 1961  | 1971  | 1981  | 1991 | 2002 | 2011 |
| ----- | ----- | ----- | ----- | ----- | ---- | ---- | ---- |
| 1 219 | 1 445 | 1 260 | 1 139 | 1 000 | 596  | 397  | 376  |

|  |